# Epischura massachusettsensis
Epischura massachusettsensis är en kräftdjursart som beskrevs av Arthur Sperry Pearse 1906. Epischura massachusettsensis ingår i släktet Epischura och familjen Temoridae. IUCN kategoriserar arten globalt som otillräckligt studerad. Inga underarter finns listade i Catalogue of Life.